# Anzucht (Hohlraum)

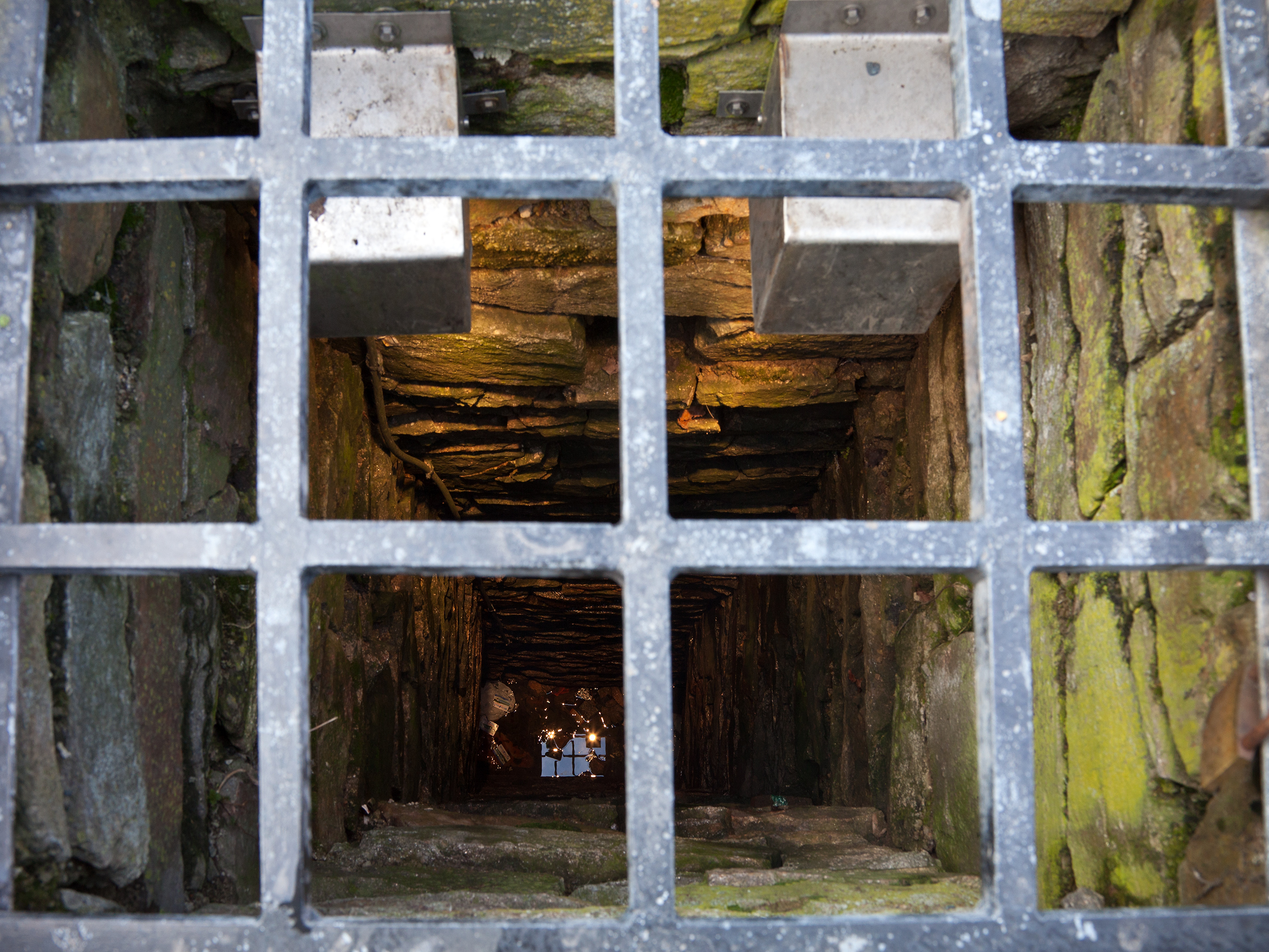
Lichtloch Ost der Anzucht Untermarkt in Freiberg

Eine Anzucht, auch Abzucht (von aizucht) ist ein künstlich geschaffener unterirdischer Hohlraum, der der Wasserableitung dient.
In einigen mittelalterlichen Städten entstanden aus der Pflicht des Grundstückbesitzers, seine Abwässer vom Nachbarn fernzuhalten, verzweigte Anzuchtsysteme, die neben dem Oberflächenwasser auch Abwässer und Sickerwässer aus den Gebäuden ableiten und in natürliche Wasserläufe einmündeten.
Die beispielsweise im sächsischen Freiberg in Tiefen bis zu 7 m unterhalb von Grundstücken, Gebäuden und Straßen verlaufenden Anzüchte erfüllen noch heute diesen Zweck. Die Abwassereinleitung erfolgt jedoch nicht mehr in die Anzüchte, sondern in die örtliche Kanalisation.
Auch im ländlichen Raum, vor allem in Gebirgsgegenden wie dem Isergebirge und Riesengebirge, entstanden kleinere Abzuchtsysteme, die hier zum Schutz der Dörfer vor starkem Wasserzufluss bei Tauwetter oder Niederschlägen dienten, bzw. das Versumpfen und Versauern von Wiesen und Weiden verhindern sollten. 